# Янов Олександр Львович
Олександр Львович Янов (18 квітня 1930, Одеса — 18 лютого 2022) — радянський і американський історик, політолог і публіцист.

## Біографія
Народився в 1930 році в Одесі. Закінчив історичний факультет МДУ в 1953 році. Працював директором середньої школи в місті Сталінськ. Був роз'їзним спецкором «Літературної газети» і «Комсомольської правди». Об'їхав пів-країни. Друкувався в «Новому світі», «Молоді комуністи», «Питаннях літератури» і «Питаннях філософії». Займався історією слов'янофільства. Захистив дисертацію "Слов'янофіли і Костянтин Леонтьєв. Виродження російського націоналізму. 1839—1891 ". Написав 2000-сторінкову «Історію політичної опозиції в Росії», яка, незважаючи на обсяг, широко розійшлася в самвидаві.
Покинув СРСР в жовтні 1974 року під тиском КДБ. Емігрував до США, де з 1975 року викладав російську історію і політичні науки в університетах Техасу (Austin), Каліфорнії (Berkeley) Берклі, Мичигану (Ann Arbor Енн-Арбор), Нью-Йорка (CUNY). Пройшов всю американську академічну драбину — від інструктора до повного професора. Доктор історичних наук.
Остання посада: професор політичних наук в аспірантурі Нью-Йоркського міського університету.
Опублікував близько 900 статей та есе в радянській, американській, англійській, канадській, італійській, російській, ізраїльській, польській, японській та українській пресі, а також близько 20 книг в п'яти країнах на чотирьох мовах.

## Концепція історії Росії
Янов спростовує широко поширену з часів Карамзіна точку зору, що з самого початку Московське князівство, на відміну від європейських держав, було самодержавним. Він вважає, що після татаро-монгольського ярма Московське князівство було звичайної північноєвропейською державо з обмеженою монархією. Більше того, він вважає, що Реформацію держава Івана III почала першою у Європі: в російському суспільстві розгорнулася широка критика всевладдя церкви, почалося вилучення монастирських земель на користь держави. При Івані IV, під час діяльності Виборчої ради, були створені соціальні інститути (Земський Собор, заміна намісників місцевим селянським самоврядуванням), які забезпечували основи європеїзації країни. Янов протиставляє самодержавній, євразійській традиції Росії її власну європейську традицію, «нітрохи не менш давню і легітимну». Янов вважає, що тільки потім Іван Грозний перервав розвиток Росії в напрямку європеїзації, що було продовжене лише з часу Петра I.
Розглядаючи слов'янофільські, євразійські (А. Аксаков, Н. Трубецький, П. Савицький і ін.) І західницькі (К. Кавелін, Б. Чичерін та ін.) погляди на культуру Росії, Янов приходить до висновку, що і слов'янофіли і західники виходять з однаково невірного посилання. Слов'янофіли говорять про необхідність розвивати євразійський початок, а західники — прищеплювати західний лібералізм. Однак при цьому не помічається європейська традиція, яка спочатку існувала в російській культурі.
У довгостроковій історичній концепції Янова центральну роль грає «драбина Соловйова» — розсуджена В. С. Соловйовим трансформація природного почуття любові до батьківщини в її згубний культ, національну гординю. Так, Янов зазначає: "Соловйов, єдиний в свій час, виразно розумів: націоналізм смертельно небезпечний для Росії. «Національна самосвідомість, — писав він, --велика справа, але коли самосвідомість доходить до самовдоволення, а самовдоволення до самолюбства, то природний кінець для нього є самознищення.» … Націоналізм в Росії має підступну властивість вироджуватися і вбивати породившу  його націю. Чи потрібно нагадувати, що блискуче — і страшне — пророцтво Соловйова збулося буквально? Що імперія царів, так до кінця і не зуміла звільнитися від убивчого для неї націоналізму, і справді, як він передбачив, самознищилася? "

## Критика
Олексій Міллер вважає, що концепція Янова, яка полягає в тому, що в Росії була багатовікова ліберальна традиція, яка весь час боролася з патерналістської традицією, — це відтворення міфічних категорій: європейськість як осередок всього хорошого і російський патерналістський досвід як осередок усього поганого. При цьому забувається, що ліберальна традиція взагалі, а не тільки в Росії, не налічує більше двох з половиною століть, і що в європейському досвіді також був присутній патерналізм.
Гострі політичні розбіжності між А. Л. Яновим і А. І. Солженіциним відбилися в їх полемічних відгуках один про одного. А. І. Солженіцин в інтерв'ю з І. І. Сапіетом (Бі-бі-сі), лютий 1979:
Янов, високо оцінюючи громадянську мужність і письменницький талант Солженіцина, бачив в його політичних поглядах продовження згубної для Росії ідеї клерикальної автократії.